# Pericallia khandalla
Pericallia khandalla är en fjärilsart som beskrevs av Moore 1859. Pericallia khandalla ingår i släktet Pericallia och familjen björnspinnare. Inga underarter finns listade i Catalogue of Life.